# Uniflex
Uniflex är ett svenskt bemanningsföretag som är specialiserat på industri, lager, kontorspersonal, försäljning och kundservice. De bildades ur Poolia 2002. VD är Jonas Nilsson sedan 2022.  Den 1 november 2018 skedde en sammanslagningen mellan Poolia och Uniflex, som nu ingår i samma koncern, PION Group.
Uniflex var sedan 2004 börsnoterat på Nasdaq (Small Cap). Uniflex är medlem i Almega Bemanningsföretagen och har kollektivavtal med LO, Unionen och akademikerförbunden. Uniflex är certifierat enligt ISO 9001, ISO 14001 samt ISO 45001.
är kvalitets-, miljö- och arbetsmiljöcertifierade enligt ISO. 
De har verksamhet i Sverige, Norge och Finland.
Uniflex avnoterades från Stockholmsbörsen den 1 november 2018 efter fusion med Poolia. Uniflex ingår i PION Group som är noterat på Nasdaq (Small Cap)